# Ернест Боргнајн
Ернест Боргнајн (енгл. Ernest Borgnine) био је амерички глумац. Рођен је 24. јануара 1917. године у Хамдену у Конектикату, а преминуо је 8. јула 2012. године у Лос Анђелесу.

## Филмографија
| Улоге Ернеста Боргнајна |                          |               |                                 |          |
| Година                  | Српски назив             | Изворни назив | Улога                           | Напомена |
| 1953.                   | Одавде до вечности       |               | наредник Џејмс Р. Џадсон        |          |
| 1954.                   | Деметријус и гладијатори |               | Страбон                         |          |
| 1955.                   | Марти                    |               | Марти Пилети                    |          |
| 1967.                   | Дванаест жигосаних       |               | Генерал Ворден                  |          |
| 1969.                   | Дивља хорда              |               | Дач Енгстром                    |          |
| 1978.                   | Конвој                   |               | шериф Лајл Волас „Памучна уста” |          |
| 1981.                   | Смртоносни благослов     |               | Исаија Шмит                     |          |
| 1981.                   | Бекство из Њујорка       |               | Капи                            |          |
| 1997.                   | Гатака                   |               | Сизар                           |          |
| 2010.                   | Ред                      |               | Хенри                           |          |